# Ливии
Ливиите (gens Livia, Livii) са римска плебейска фамилия. Тя произлиза от Лацио (Latium). През 338 пр.н.е. латинската фамилия приема римско гражданство. Прародител е Марк Ливий Дентер, който става консул през 302 пр.н.е. През 324 пр.н.е. Ливий Друз става magister equitum и основава най-важния клон Друзи. От 3 век пр.н.е. Ливиите са тясно свързани с Емилиите, които са от най-старите патрициански фамилии на Рим.
Вторият основател на рода е Марк Ливий Салинатор, от когото започват клоновете на Друзите и Салинаторите. Най-вече се срещат имената Марк и Гай.
След Марк Ливий Друз Младши фамилията продължава да съществува чрез осиновяване, най-вече от Клавдиите и вероятно от Скрибониите.

## Най-познати членове на фамилията
- Марк Ливий Дентер, консул 302 пр.н.е.
- Марк Ливий Салинатор, сенатор, консул 219 пр.н.е.
- Гай Ливий Салинатор, консул 188 пр.н.е.
- Марк Ливий Друз Старши
- Марк Ливий Друз Младши
- Марк Ливий Друз Клавдиан, дядо и прадядо на императорите Тиберий и Клавдий
- Марк Ливий Друз (консул 15 пр.н.е.)
- Галба (Lucius Livius Ocella Servius Sulpicius Galba), император
- Ливия Друза, дъщеря на Марк Ливий Друз, майка на Сервилия Цепиона и Катон Млади
- Ливия Друзила, дъщеря на Марк Ливий Друз Клавдиан, съпруга на Октавиан Август, майка на Тиберий, баба на Клавдий, прабаба на Калигула, и прапрабаба на Нерон

## Други
- Ливий Андроник, (284 пр.н.е. – 204 пр.н.е.), първият римски поет
- Тит Ливий, (59 пр.н.е. – 17 г.), историк, автор на Ab Urbe Condita.